# Diocesi di Quilmes
La diocesi di Quilmes (in latino Dioecesis Quilmensis) è una sede della Chiesa cattolica in Argentina suffraganea dell'arcidiocesi di Buenos Aires. Nel 2022 contava 1.192.790 battezzati su 1.491.930 abitanti. È retta dal vescovo Carlos José Tissera.

## Territorio
La diocesi comprende tre distretti (partidos) della provincia di Buenos Aires: Quilmes, Berazategui e Florencio Varela.
Sede vescovile è la città di Quilmes, dove si trova la cattedrale dell'Immacolata Concezione.
Il territorio si estende su 503 km² ed è suddiviso in 80 parrocchie.

## Storia
La diocesi è stata eretta il 19 giugno 1976 con la bolla Ut spirituali di papa Paolo VI, ricavandone il territorio dall'arcidiocesi di La Plata e dalla diocesi di Avellaneda (oggi diocesi di Avellaneda-Lanús).
Originariamente suffraganea dell'arcidiocesi di La Plata, il 26 settembre 2007 è entrata a far parte della provincia ecclesiastica dell'arcidiocesi di Buenos Aires.

## Cronotassi dei vescovi
Si omettono i periodi di sede vacante non superiori ai 2 anni o non storicamente accertati.
- Jorge Novak, S.V.D. † (7 agosto 1976 - 9 luglio 2001 deceduto)
- Luis Teodorico Stöckler (25 febbraio 2002 - 12 ottobre 2011 ritirato)
- Carlos José Tissera, dal 12 ottobre 2011

## Statistiche
La diocesi nel 2022 su una popolazione di 1.491.930 persone contava 1.192.790 battezzati, corrispondenti al 79,9% del totale.
| anno | popolazione | popolazione | popolazione | presbiteri | presbiteri | presbiteri | presbiteri                | diaconi | religiosi | religiosi | parrocchie |
| anno | battezzati  | totale      | %           | numero     | secolari   | regolari   | battezzati per presbitero | diaconi | uomini    | donne     | parrocchie |
| ---- | ----------- | ----------- | ----------- | ---------- | ---------- | ---------- | ------------------------- | ------- | --------- | --------- | ---------- |
| 1980 | 753.000     | 838.000     | 89,9        | 54         | 25         | 29         | 13.944                    | 1       | 30        | 211       | 43         |
| 1990 | 1.032.000   | 1.151.000   | 89,7        | 116        | 73         | 43         | 8.896                     | 43      | 52        | 275       | 59         |
| 1999 | 1.000.000   | 1.170.039   | 85,5        | 127        | 84         | 43         | 7.874                     | 80      | 48        | 260       | 77         |
| 2000 | 1.000.000   | 1.200.000   | 83,3        | 127        | 88         | 39         | 7.874                     | 81      | 44        | 261       | 78         |
| 2001 | 1.000.000   | 1.200.000   | 83,3        | 135        | 98         | 37         | 7.407                     | 81      | 45        | 255       | 80         |
| 2002 | 1.000.000   | 1.200.000   | 83,3        | 136        | 97         | 39         | 7.352                     | 85      | 48        | 261       | 80         |
| 2003 | 1.000.000   | 1.200.000   | 83,3        | 132        | 91         | 41         | 7.575                     | 81      | 50        | 284       | 80         |
| 2004 | 1.000.000   | 1.200.000   | 83,3        | 118        | 78         | 40         | 8.474                     | 81      | 51        | 275       | 80         |
| 2010 | 1.028.000   | 1.198.000   | 85,8        | 100        | 78         | 22         | 10.280                    | 84      | 33        | 242       | 80         |
| 2014 | 1.070.000   | 1.294.000   | 82,7        | 123        | 91         | 32         | 8.699                     | 97      | 36        | 203       | 80         |
| 2017 | 1.136.800   | 1.420.770   | 80,0        | 108        | 75         | 33         | 10.525                    | 94      | 36        | 194       | 80         |
| 2020 | 1.171.600   | 1.464.350   | 80,0        | 98         | 73         | 25         | 11.955                    | 110     | 28        | 187       | 80         |
| 2022 | 1.192.790   | 1.491.930   | 79,9        | 93         | 64         | 29         | 12.825                    | 109     | 33        | 182       | 80         |